# 卡萨尔诺沃-迪那波利

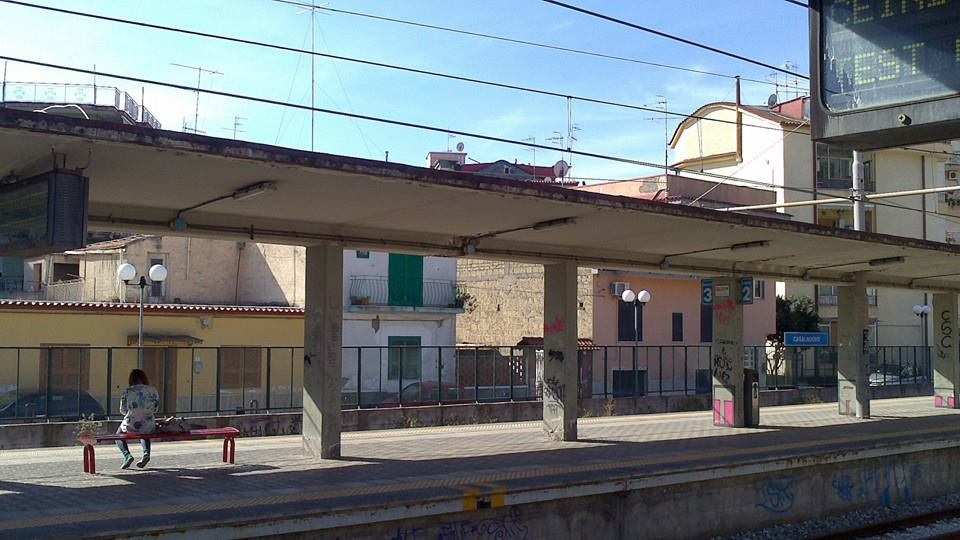
火车站

卡萨尔诺沃-迪那波利（義大利語：Casalnuovo di Napoli）是意大利坎帕尼亞大區那不勒斯廣域市的市镇。位于那不勒斯东北13公里处。面积为7.8平方公里，人口数量为48,712人（2015年）。